# 新布藍茲維省旗
新布藍茲維省旗是加拿大新布藍茲維省的官方旗幟，比例為5:8，系以該省省徽為基礎設計並體現出該省的造船業和歷史。旗幟上方的紅色橫紋上有一隻向前直走並面向觀眾的金獅，呼應了該省命名來源布藍茲維公國（紅底兩隻金獅）以及英格蘭（紅底三隻金獅）的徽章；下方則繪有一艘在海波浪上航行的帆船，象徵該省的造船業和航運業。
新布藍茲維省於1868年5月26日正式獲頒發盾徽，而現有省旗的設計亦以該盾徽為基礎，但該省多年來一直沒有採納任何旗幟作其省旗，直到1965年2月24日才正式將這面紋章旗幟定為省旗。省旗和省徽的設計於1989年4月5日列入加拿大紋章局的紋章及旗幟名冊內。

## 外部連結
- 维基共享资源上的相關多媒體資源：新布藍茲維省旗